# Peperomia cyclaminoides
Peperomia cyclaminoides är en pepparväxtart som beskrevs av Arthur William Hill. Peperomia cyclaminoides ingår i släktet peperomior, och familjen pepparväxter. Inga underarter finns listade i Catalogue of Life.